# Oncidium blanchetii
Oncidium blanchetii là một loài phong lan bản địa của miền đông và miền nam Brasil.